# The Electric State
Pour plus de détails, voir Fiche technique et Distribution.
The Electric State est un film américain réalisé par Anthony et Joe Russo et sorti en 2025. Il s'agit d'une adaptation du roman graphique suédois Passagen de Simon Stålenhag paru en 2017.
Après une avant-première au Grauman's Egyptian Theatre, le film est diffusé sur Netflix. Il reçoit des critiques globalement négatives.

## Synopsis
En 1990, une guerre entre humains et robots a plongé le monde dans le chaos. Grâce à l'aide d'Ethan Skate, PDG de Sentre, qui a développé la technologie Neurocaster permettant aux humains de transférer leur esprit dans des drones robotisés, l'Humanité a remporté la guerre, tandis que les robots étaient bannis. Cependant, le succès de cette technologie a poussé de nombreuses personnes à vivre leur vie virtuelle dans un état semi-végétatif, tandis que les drones effectuaient l'essentiel du travail.
En 1994, Michelle Greene, une adolescente, vit chez Ted, son père adoptif totalement incompétent. Des années auparavant, elle a été impliquée avec sa famille dans un grave accident de voiture, dans lequel ses parents et son petit frère Christopher ont péri. Elle a vécu dans plusieurs familles d'accueil, sans trouver de foyer stable. Elle rencontre également des difficultés scolaires car elle refuse d'utiliser la technologie Neurocaster pour participer aux cours virtuels.
Un jour, un robot à l'effigie de Kid Cosmo, un dessin animé célèbre avant la guerre, s'invite chez Ted. Cosmo ne peut communiquer que par gestes et un ensemble limité de mots préenregistrés, mais il parvient à convaincre Michelle qu'il est contrôlé par Christopher, qui serait toujours vivant. Aidée de Cosmo, Michelle part donc à la recherche de son petit frère dans un monde ravagé par la guerre entre les Humains et les robots. En chemin, Michelle fait la connaissance de John D. Keats, un vétéran au passé complexe, devenu routier et receleur d'objets en tour genre. Il est accompagné de Herman, un robot doué de conscience capable de prendre de multiples formes. Ensemble, ils rencontrent une bande de robots menée par Mr. Peanut. Toute la troupe va être traquée par les unités anti-robots à travers tout le pays.

## Fiche technique
Sauf indication contraire, les informations mentionnées dans cette section peuvent être confirmées par la base de données cinématographiques IMDb,  présente dans la section « Liens externes ».
- Titre original et français : The Electric State
- Réalisation : Anthony et Joe Russo
- Scénario : Christopher Markus et Stephen McFeely, d'après le roman graphique Passagen de Simon Stålenhag
- Musique : Alan Silvestri
- Décors : Elizabeth Keenan
- Costumes : Judianna Makovsky
- Photographie : Stephen F. Windon
- Montage : Jeffrey Ford
- Production : Russell Ackerman, Chris Castaldi, Mike Larocca, Andrés Muschietti, Barbara Muschietti, Patrick Newall, Anthony et Joe Russo
  - Producteurs délégués : Julia Angelin, Jake Aust Christopher Markus et Stephen McFeely, Angela Russo-Otstot, Niclas Salomonsson et Simon Stålenhag
  - Coproducteurs : Murtaza Kathawala et Anthony J. Vorhies
- Sociétés de production : AGBO Studios et Double Dream
- Société de distribution : Netflix
- Budget : 320 millions de dollars[1]
- Pays de production :  États-Unis
- Langue originale : anglais
- Format : couleur
- Genre : science-fiction, action et aventure
- Durée : 128 minutes
- Date de sortie[2] : 14 mars 2025 (sur Netflix)

## Distribution
- Millie Bobby Brown (VF : Clara Soares) : Michelle Greene
- Chris Pratt (VF : David Krüger) : Keats
- Ke Huy Quan (VF : Benoît Du Pac) : Dr Amherst
- Stanley Tucci (VF : Bernard Alane) : Ethan Skate
- Woody Norman (en) (VF : Jean-Stan Du Pac) : Christopher
- Martin Klebba (VO : Anthony Mackie ; VF : Diouc Koma) : Herman
- Jason Alexander (VF : Daniel Lafourcade) : Ted
- Giancarlo Esposito (VF : Thierry Desroses) : le colonel Bradbury
- Marin Hinkle (VF : Élisabeth Fargeot) : Mme Sablinsky
- Joe Avena (VF : Bruno Choël) : Bill Clinton
- Joe Russo : un homme à la TV (caméo)

Voix
- Woody Harrelson (VF : Jérôme Pauwels) : Mr. Peanut (en)
- Brian Cox : Popfly
- Jenny Slate (VF : Dorothée Pousséo) : Penny Pal
- Colman Domingo (VF : Guillaume Orsat) : Wolfe
- Alan Tudyk : Cosmo
- Hank Azaria (VF : Mathieu Buscatto) : Perplexo
- Rob Gronkowski : Blitz
- Susan Leslie (VF : Barbara Tissier) : Mme Ciseaux (Mrs Scissors en VO)
- Billy Gardell : le robot poubelle
- Jordan Black (en) : Clem
- Ke Huy Quan : P. C.

 Source et légende : version française (VF) sur RS Doublage

## Production

### Genèse et développement
Le projet est annoncé en développement en décembre 2017, quand les frères Anthony et Joe Russo acquièrent les droits du roman graphique suédois Passagen de Simon Stålenhag publié la même année. Ils sont annoncés à la production du long métrage alors qu'Andrés Muschietti est en négociations pour le réaliser. Christopher Markus et Stephen McFeely sont chargés du scénario. En décembre 2020, Universal Pictures obtient les droits de distribution, alors que les frères Russo sont désormais attachés au poste de réalisateurs et Andy Muschietti n'est désormais que producteur. Millie Bobby Brown est alors annoncée dans le rôle principal. Il est précisé que la production débutera quand les cinéastes auront achevé celle de The Gray Man (2022) et que l'actrice aura fini de tourner la saison 4 de Stranger Things.
En juin 2022, il est finalement révélé que le film sera distribué par Netflix.

### Attribution des rôles
En juin 2022, Chris Pratt est évoqué pour jouer aux côtés de Millie Bobby Brown. Chris Pratt est officiellement confirmé en août 2022. Michelle Yeoh, Stanley Tucci, Jason Alexander, Brian Cox ou encore Jenny Slate sont ensuite annoncés, certains dans des rôles uniquement vocaux. En octobre, Woody Norman rejoint la distribution.
En novembre 2022, Giancarlo Esposito est annoncé pour prêter sa voix au drone Marshall. Ke Huy Quan, Anthony Mackie et Billy Bob Thornton sont ensuite annoncés. Le premier remplace finalement Michelle Yeoh, prise par d'autres projets.

### Tournage
Le tournage débute le 5 octobre 2022 à Atlanta sous le faux-titre Stormwind. Il doit se terminer en février 2023. Le 4 novembre 2022, il est révélé que les prises de vues sont interrompues en raison de la mort d'un membre de l'équipe dans un accident en dehors du tournage. Certains plans sont tournés au lac d'Acworth.

## Accueil
Le film reçoit des critiques presse globalement négatives. Sur le site d'agrégation de critiques Rotten Tomatoes, le film obtient 15% d'avis favorables, pour 140 critiques et une note moyenne de 3,70⁄10. Le consensus suivant résumé les avis collectés : « Se déplaçant comme un automate géant, The Electric State dispose de nombreux équipements pour le soutenir, mais rien de l'étincelle qui lui donnerait vie. » Sur le site Metacritic, qui utilise une moyenne pondérée, le film obtient la note de 30⁄100 pour 37 critiques.
En France, le site Allociné propose une note moyenne de 2⁄5 basée sur 13 titres de presse. Du côté des avis positifs, Michel Valentin du Parisien met en avant l'actrice Millie Bobby Brown qui « tient solidement cette production sur ses épaules, en compagnie de Chris Pratt, au look aussi improbable que celui qu’il arbore dans la trilogie Les Gardiens de la Galaxie, inspiré soi-disant par un voisin de son enfance en Alaska. » Pour Télé 7 Jours, le film est une « épopée rétrofuturiste [qui] conjugue spectaculaire et émotion (grâce à son final et l'interprétation de Millie Bobby Brown), tout en s'interrogeant sur les dangers de la technologie. » Roxane Mansano de Télé Loisirs écrit notamment « The Electric State, un film de science-fiction sur Netflix qui ne révolutionne pas le genre mais qui divertit ».
Du côté des avis négatifs, Aurélien Allin de CinemaTeaser écrit notamment « Contrairement aux machines qu’il met en scène, le film n’a tout simplement pas de cœur, à l’image de la prestation de Millie Bobby Brown, actrice toute en technique qui, ici, ne parvient jamais à véhiculer la moindre émotion authentique ou touchante. » Dans Le Dauphiné libéré, Thibault Liessi écrit quant à lui « Un film qui tente de faire autant dans l’aventure familiale que dans le blockbuster d’action, mais qui s’égare un peu à ne pas choisir. Dommage pour une fiction à 320 millions de dollars. » Allan Blanvillain du Journal du Geek écrit « C'est un long-métrage qui a les armes financières et techniques pour briller ; et il démontre qu'il pourrait être capable de briller s'il le souhaitait. Mais il ne le veut pas. Il veut engranger les visionnages, occuper l'espace du « divertissement sans prise de tête » et peut-être produire une suite. » Pour Théo Ribeton des Inrockuptibles, c'est un « un nanar SF à 300 millions de dollars ». Olivier Lamm de Libération pense que « la mégaproduction des frères Russo n’a rien d’autre à proposer qu’un concept SF poussif et mille fois vu et revu ». Dans Télérama, Michel Bezbakh écrit quant à lui « Torpillé par la volonté de plaire à tout le monde, le film le plus cher de l’histoire de Netflix, réalisé par les frères Russo, est un road movie consensuel, sans profondeur, malgré des effets spéciaux très impressionnants.. »